# Pittosporum oligophlebium
Pittosporum oligophlebium är en tvåhjärtbladig växtart som beskrevs av Chang och Yan. Pittosporum oligophlebium ingår i släktet Pittosporum och familjen Pittosporaceae. Inga underarter finns listade.